# Фомічов Петро Ілліч
Фомічо́в Петро Ілліч (1915, с. Білий Верх, Ульяновський р-н Калузька область — †11 листопада 1943, смт Попільня Попільнянського району, Житомирська область)  — Командир вогневого взводу 1454-го самохідного артилерійського полку (9-й механізований корпус, 3-я гвардійська танкова армія, 1-й Український фронт), лейтенант, Герой Радянського Союзу (1944).

## Життєпис
Народився в сім'ї селянина. Росіянин. Член КПРС з 1942 року. Закінчив сім класів середньої школи. Працював у сільському господарстві, був головою колгоспу. Учасник радянсько-фінської війни 1939–1940 рр.
У 1941 році знову призваний до лав Червоної Армії. У 1943 році закінчив 2-е Київське артилерійське училище. У боях німецько-радянської війни з 1943 року. Воював на Центральному і 1-му Українському фронтах.
Восени 1943 року в одному з боїв в районі Хотова Києво-Святошинського району Київської області радянські війська обійшли групу супротивника. Уникаючи повного оточення, одна з його колон відходила по лісовій дорозі на захід. Взвод самохідно-артилерійського полку отримав бойове завдання розгромити ворога.
Самохідні установки вирвалися вперед і на великій швидкості помчали по лісовій дорозі. Фомічов здалеку помітив, що колона перейшла широке поле і втягнулася в дальній лісок. Видно було навіть хвіст машин, які замикали колону. На великій швидкості радянські самохідки наздогнали противника і пройшлися по колоні від хвоста до голови. Через кілька хвилин на дорозі залишилися уламки декількох десятків машин і парокінних возів.
Пізніше, 6 листопада 1943 року, на дорогах біля Києва його взвод розчавив 39 автомашин, до 70 парокінних возів зі зброєю, боєприпасами, пальним і знищив понад 200 ворожих солдатів і офіцерів.
10 листопада 1943 зі взводом самохідок Фомічов переслідував ворога в районі Попільні на Житомирщині та наздогнав колону. Протягом 10-15 хвилин ворожу колону знищили.
11 листопада 1943, біля станції Попільня гітлерівці кинулися в атаку. Піхота йшла за танками і самохідками. До Попільні підійшли і радянські танки, але їх було набагато менше. Радянські машини стали в засідку, взяли оборонний бій. Фомічов теж поставив свій самохідку в засідку. Ще не встигли замаскуватися, як з-за довгого кам'яного сараю з'явився «тигр». Першим пострілом Фомічов зупинив його, другим снарядом підпалив.
Одночасно з-за іншого кінця сараю виглянула ще одна танкова гармата. Фомічов наказав водієві обійти сарай і зайти «тигру» у хвіст. Зробивши маневр, обслуга самохідки з близької дистанції розстріляла і його, після чого перенесла вогонь на самохідки противника, які підходили до станції.
У бій вступила танкова есесівська дивізія. Фашистські танки і самохідки насідали з фронту і флангів. Противник мав намір охопити наші частини, затиснути їх в «коробочку» і розчавити. Радянські солдати прийняли бій. Три снаряди розірвалися на броні самохідки. Фомічов загинув, але самохідка продовжувала вести вогонь.
Місце командира зайняв заряджаючий. Коли стемніло, бій у Попільні закінчився. Танки і піхота супротивника відійшли.
Похований в місті Фастові в братській могилі на Інтернаціональному кладовищі.

## Відзнаки
Указом Президії Верховної Ради СРСР від 9 лютого 1944 року за мужність та героїзм, проявлені в боях з німецько-фашистськими загарбниками лейтенанту Петру Іллічу Фомичову посмертно присвоєно звання Героя Радянського Союзу.
Нагороджений орденом Леніна, орденом Вітчизняної війни 2-го ступеня, медалями.